# Prakttagging
Prakttagging (Steccherinum robustius) är en svampart som först beskrevs av J. Erikss. & S. Lundell, och fick sitt nu gällande namn av J. Erikss. 1958. Enligt Catalogue of Life ingår Prakttagging i släktet Steccherinum,  och familjen Meruliaceae, men enligt Dyntaxa är tillhörigheten istället släktet Steccherinum,  och familjen Steccherinaceae. Arten är reproducerande i Sverige. Inga underarter finns listade i Catalogue of Life.